# Termodinamički rad
U termodinamici, rad koji izvodi sistem je energija koju on prenosi na okruženje, koja je u potpunosti objašnjiva makroskopskim silama koje spoljašnji faktori vrše na sistem, drugim rečima, faktori njegovog okruženja. Termodinamički rad je verzija koncepta rada u fizici.
Spoljašnji faktori mogu da budu elektromagnetski, gravitacioni, pritisak/zapremina ili druga jednostavna mehanička ograničenja. Termodinamički rad je definisan tako da se meri isključivo iz poznavanja takvih spoljašnjih makroskopskih sila. Ove sile su asocirane sa makroskopskim promenljivama stanja sistema koje se uvek javljaju u konjugovanim parovima, na primer pritisak i zapremina ili gustina magnetnog fluksa i magnetizacija. U SI sistemu mera, rad se meri u džulima (simbol: J). Brzina izvođenja rada je snaga.